# 2707 Ueferji
2707 Ueferji eller 1981 QS3 är en asteroid i huvudbältet som upptäcktes den 28 augusti 1981 av den belgiske astronomen Henri Debehogne vid La Silla-observatoriet. Den är uppkallad efter Universidade Federal do Rio de Janeiro i Brasilien.
Asteroiden har en diameter på ungefär 25 kilometer.